# باول هندرسون (سياسي)
باول هندرسون (بالإنجليزية: Paul Henderson)‏ هو سياسي أسترالي، ولد في 15 أغسطس 1962 في فرنسا. حزبياً، نشط في حزب العمال الأسترالي. وقد انتخب عضو الجمعية التشريعية للإقليم الشمالي ‏ وانتخب Chief Minister of the Northern Territory ‏ (26 نوفمبر 2007 – 29 أغسطس 2012).